# Acanthopale (Plantae)
Acanthopale, biljni rod grmova i polugrmova iz porodice primogovki. Postoji desetak priznatih vrsta koje rastu po Africi i Madagaskaru.

## Opis
Grmlje ili podgrmlje. Listovi s repastim vrhom i klinastom bazom; margina cijela. Cvat je klasast, terminalan ili pazušan. Brakteje duže od čaške. Čaška podijeljena ± prema dnu na linearne režnjeve. Vjenčić ± aktinomorfan, sa zgrčenim izbočenjem u pupoljku, obično bijel s ljubičastim ili ružičastim oznakama. Prašnika 4. Ovarij 2-lokularan sa 2 ovula po lokulusu. Sjeme s higroskopnim 1-serijskim dlakama.

## Vrste
1. Acanthopale aethiogermanica Ensermu
2. Acanthopale breviceps (Benoist) Callm. & Phillipson
3. Acanthopale confertiflora (Lindau) C.B.Clarke
4. Acanthopale cuneifolia (Benoist) Callm. & Phillipson
5. Acanthopale decempedalis C.B.Clarke
6. Acanthopale humblotii (Benoist) Callm. & Phillipson
7. Acanthopale laxiflora (Lindau) C.B.Clarke
8. Acanthopale macrocarpa Vollesen
9. Acanthopale madagascariensis (Baker) C.B.Clarke ex Bremek.
10. Acanthopale perrieri (Benoist) Callm. & Phillipson
11. Acanthopale pubescens (Lindau ex Engl.) C.B.Clarke
12. Acanthopale ramiflora (Benoist) Callm. & Phillipson